# Мекенская
Меке́нская (чечен. Макан-Гӏала) — упразднённая в 2024 году станица в Наурском районе Чечни. Включена в черту города Наурская. До 2024 года — административный центр Мекенского сельского поселения.

## География
Расположена на левом берегу реки Терек, в 4 км к северо-востоку от районного центра станицы Наурской.
Ближайшие населённые пункты: на западе — село Чернокозово, на юго-востоке — станица Савельевская и село Мекен-Юрт, на юго-западе — станица Наурская и село Надтеречное.

## История
В окрестностях селения располагаются большие группы Мекенских курганов, которые внесены в реестр археологических памятников, памятники охраняются государством.
По состоянию на 1926 год станица Мекенская относилась к Наурскому району Терского округа Северо-Кавказского края. Согласно переписи населения 1926 года в станице проживало 2466 человек, из них великороссов — 2440.
На 1 января 1990 года Мекенский сельсовет Наурского района Чечено-Ингушской АССР включал в себя станицу Мекенскую, хутора Клинков, Корнеев, Майорский, Мирный, так называемый сборный хутор (население кошар на территории сельсовета), пикеты 440 и 441 и железнодорожную будку.
По некоторым данным, в 2001 году в станице проживало всего 42 русских семьи.
В 1990-е годы был разрушен находившийся в станице православный храм.
В начале 2011 года в станице была открыта первая за всё время существования данного населённого пункта мечеть, которая стала самой большой мечетью в Наурском районе.

## Население
| 1926 | 1990  | 2002  | 2010  | 2021  |
| ---- | ----- | ----- | ----- | ----- |
| 2466 | ↗2722 | ↗2989 | ↗3860 | ↗4591 |

Национальный состав
Согласно переписи 2002 года, в Мекенской проживало 1476 мужчин и 1513 женщин, 77 % населения составляли чеченцы.
Национальный состав населения станицы по данным Всероссийской переписи населения 2010 года:
| Народ      | Численность | Доля от всего населения, % |
| ---------- | ----------- | -------------------------- |
| чеченцы    | 3252        | 84,25 %                    |
| турки      | 335         | 8,68 %                     |
| русские    | 230         | 5,96 %                     |
| другие     | 26          | 0,67 %                     |
| не указали | 17          | 0,44 %                     |
| всего      | 3860        | 100,00 %                   |